# 高槻資産家女性殺害事件
高槻資産家女性殺害事件（たかつきしさんかじょせいさつがいじけん）は、2021年（令和3年）7月22日に大阪府高槻市で発生した保険金殺人事件である。
生命保険外交員だった男（逮捕当時28歳、以下「A」と表記）が、書類を偽造して養子縁組になった女性（当時54歳、以下「B」と表記）を殺害し、生命保険金（2社・計約1億5千万円）と遺産（約1億円）の詐取を謀ったとされる。

## 概要
2021年2月14日、生命保険会社に勤務する外交員のAが都市銀行グループ会社の会社員であった資産家Bと養子縁組を結んだ。しかし、このとき提出された書類は偽造されたものであった。
同年5月、Bが加入していた生命保険（5千万円分）の受取人を、AがBの実母から自身に変更した。このとき提出された書類も偽造されたものであった。
同年7月、Bが手首を結束バンドで縛られ、自宅の浴槽内で溺死しているのが発見された。22日には、包丁を持って歩くAの様子を防犯カメラが捉えており、Aが包丁でBを脅して押し入った疑いが持たれている。
事件当日、Aは自身のスマホを東京都内の自宅に置いて大阪に向かっていた。スマホの位置情報を利用して「大阪には行っていない」と足取りを偽装し、アリバイ工作を行ったとみられている。さらに、翌23日午前8時に、BのアドレスからAにメールが送られていた。メールは予約送信機能を使って送られており、Bの生存を偽装して死亡推定日時をずらす狙いがあったとみられている。
翌23日、Bが加入していた生命保険（1億円分）の受取人を、AがBの実母から自身に変更した。このとき提出された書類も偽造されたものであった。　
同月26日、Bの親族らが自宅を訪ね、Bの遺体を発見した。遺体の状況などから、大阪府警察は殺人事件とみて捜査を開始した。

### 逮捕
2022年7月20日、養子縁組届を偽造・市役所に提出したとして、有印私文書偽造の疑いで大阪府警がAを逮捕した。逮捕当時、Aは28歳であった。同年8月25日、Bを殺害した疑いなどで大阪府警がAを再逮捕したが黙秘していた。

### 自殺
2022年9月1日午前7時頃、Aが大阪府福島警察署で拘留中に自殺を図った。Aは巡回中の職員に首を吊っている状態で発見され病院に搬送されたが、同日22時21分に死亡が確認された。福島警察署では8月29日の段階で自殺をほのめかす内容を記した便箋を回収していたという。
福島警察署留置管理課の男性警部補ら3人がAの私物保管庫について、自殺の6日前にチェックしたとして点検簿を偽造していたことが判明した。大阪府警は12月14日、3人を虚偽有印公文書作成・同行使の疑いで書類送検した。
12月28日、大阪地検はAを被疑者死亡のため不起訴とした。同日、男性警部補ら福島署員3人も起訴猶予や嫌疑不十分のため不起訴とした。

## 被疑者
本事件の被疑者である男Aは、高校時代にアメリカンフットボール高校日本代表に選ばれるなど実績を残し、アメフト強豪の関西学院大学卒業後、外資系コンサルティング会社に就職。その後、2018年11月外資系の大手生命保険会社に入社し、保険外交員として勤務していた。Bとはこのときに出会い、1億円の保険契約を結んだ。しかし、顧客との間で「知らないうちに別の保険まで契約されていた」などの契約トラブルが相次ぎ、2020年6月に退社した。
2020年8月、東京都内の保険代理店に就職した。このとき、Bと新たに5千万円の保険契約を結んだ。しかし、同年秋に、前社での契約トラブルをめぐって保険募集人の資格を取り消され、保険販売ができなくなった。2021年4月頃に退社した。
保険外交員時代は月収が100万円ほどで、東京都港区のタワーマンションに住み、高級すし店に通うなどの生活をしていた。退社したため事件時の預貯金は少なくなっていたが、犯行後は遺産約1億円を相続し、ランボルギーニのスポーツカーに乗るなどしていた。大阪府警は、Aが生活水準を維持するために保険金や遺産目当てで事件を計画したとみている。
また、犯行後に、養子縁組を解消する許可を家庭裁判所に申し立てていたことが判明した。民法では、養親が死亡した時点で養子であれば、その後に離縁しても遺産を相続できる。一方で、離縁すれば養親の親族を扶養する義務はなくなる。Bの母親が介護施設に入所しているため、その介護負担を回避する目的だったとみられている。